# Черноусова, Марина Васильевна
Марина Васильевна Черноусова (12 мая 1983, Усолье-Сибирское, Иркутская область) — российская лыжница, чемпионка России, чемпионка всемирной Универсиады. Мастер спорта России международного класса (2009). Неоднократная побеждала на этапах Кубка России,Кубка Восточной Европы по лыжным гонкам. Чемпионка России по ски-альпинизму в вертикальной гонке (2022)

## Биография
Занималась лыжным спортом с 12 лет, воспитанница ДЮСШ г. Железногорск-Илимский Иркутской области. С 2005 года выступала за СШОР по лыжному спорту г. Новосибирска, тренер — Виктор Геннадьевич Киргинцев. Много лет представляла Новосибирскую область, в середине 2010-х годов перешла в команду Сахалинской области. Выступает за спортивное общество «Динамо».
На уровне чемпионата России завоевала ряд медалей, в том числе золото в 2009 году в эстафете в составе сборной СФО и командном спринте; бронзу в 2014 году в командном спринте, скиатлоне на 15 км и масс-старте на 30 км. Неоднократная победительница и призёр этапов Кубка России, победительница этапа летнего Кубка России по лыжероллерам, победительница и призёр чемпионатов федерального округа.
На всемирной Универсиаде 2009 года в Харбине завоевала две золотые награды — в эстафете и масс-старте на 15 км.
В 2008—2009 и 2015 годах выступала за сборную России на нескольких гонках Кубка мира. Лучший результат в личных видах — 14-е место на этапе в Рыбинске в 2015 году. Неодократная победительница международных марафонов, в том числе в Китае (2018, 2020), победительница Kangaroo Hoppet в Австралии (2013), России. Призёр этапа Кубка мира по лыжероллерам (2019). Победительница общего зачёта Кубка Восточной Европы 2007/08.

## Личная жизнь
Супруг Алексей Черноусов — лыжник, брат известного лыжника Ильи Черноусова. Двое детей.